# Carl Wilhelm Friedrich von der Groeben
Carl Wilhelm Friedrich von der Groeben (geb. am 13. März 1757 in Königsberg (Preußen); gest. am 24. Oktober 1816 in Groß-Barthen) war ein preußischer Leutnant und Landrat.

## Herkunft
Carl Wilhelm Friedrich von der Groeben war Angehöriger des märkischen Adelsgeschlechts Groeben. Er war der Sohn von Carl Abel von der Groeben (1718–1795), preußischer Capitain im Infanterie-Regiment von Amaudrütz und Erbherr auf Plensen, Hermenhagen und Schäffstedt. Seine Mutter war Magdalena Louise (1734–1802), geb. von Portugal aus dem Hause Kaymekallen.

## Leben
Carl Wilhelm Friedrich wurde zunächst auf dem Gut Plensen durch einen Hauslehrer unterrichtet, bevor er 1773 in das von Groebensche Stipendienhaus bei der Albertina (Königsberg) aufgenommen wurde. Ab September 1774 widmete er sich für drei Jahre einem akademischen Studium an der Königsberger Universität. 1777 trat er in die preußische Armee ein und stieg dort im Dragoner-Regiment von Werther bis zum Rang eines Leutnants und Adjutanten auf. 1784 wurde er aus gesundheitlichen Gründen vom Militärdienst verabschiedet.
Ab 1788 amtierte er als Landschaftsdeputierter im Kreis Tapiau und ab 1791 als Landschaftsrat. 1792 wurde er zum Nachfolger des verstorbenen Landrats des Kreises Tapiau Otto Wilhelm von Perbandt ernannt. Am 8. Mai 1795 legte er sein Examen bei der Königsberger Kammer ab und wurde kurz darauf am 24. Juni des Jahres als Landrat bestätigt. 1796 fand er positive Erwähnung als „sachverständiger Beamter“ und die Konduitenliste aus dem Jahr 1802 bescheinigte ihm eine „gute Dienstführung“. Das Amt als Landrat übte er bis zum Jahr 1814 aus, Nachfolger wurde Johann Karl von Wiersbitzki.

## Persönliches
Carl Wilhelm Friedrich von der Groeben war in erster Ehe seit 1784 mit Sophie Louise Charlotte (1757–1808), geb. Freiin von Buddenbrock, verheiratet. 